# Ben F. Meyer
Benjamin Franklin Meyer (Chicago, Illinois, 5 de noviembre de 1927-Les Verrières, Suiza, 28 de diciembre de 1995) fue un historiador y teólogo católico canadiense, especialista en teología de la religión.

## Biografía
Comenzó sus estudios con los jesuitas, prosiguiéndolos en la Universidad de santa Clara (California), Estrasburgo, Gotinga, el Pontificio Instituto Bíblico (Roma), y la Pontificia Universidad Gregoriana, por la que se doctoró en 1965. Entre 1965 y 1968 fue profesor en el Alma College y en la Graduate Theological Union (GTU) en Berkeley. El 27 de marzo de 1969, se casó con Denise Oppliger, y comenzó a trabajar en la Universidad McMaster, donde enseñó en el departamento de estudios religiosos hasta 1992. 
Su extenso trabajo sobre el Jesús histórico le otorgó cierta relevancia entre los historiadores del cristianismo. También se especializó en la temprana expansión del movimiento cristiano, y la hermenéutica de Bernard Lonergan.
Su producción teológica influyó notablemente en N. T. Wright, Ben Witherington, John P. Meier entre otros. Su método de realismo crítico, que equilibra el racionalismo con el idealismo, ayudó a cambiar el rumbo de los estudios de Jesús hacia una visión más tradicional de la vida de Jesús y el cristianismo primitivo.
Fue el autor del documental televisivo Christianity -Cristianismo- (1973). Entre los muchos honores y premios que recibió, se encuentra una beca Fulbright en Alemania (1964-1965) y las becas del Consejo de Canadá en Grecia (1976-1977) y Suiza (1983-1984). 
Tras obtener la nacionalidad canadiense, residió en Burlington (Ontario) y Les Verrières, Suiza, donde falleció. 

## Publicaciones
Fue autor de varias monografías durante sus años en la Universidad.

### Tesis
- Meyer, Ben F. (1965). Christ and the Apostolic Community (Tesis). Roma: Pontificia Universitas Gregoriana.

### Monografías
- Meyer, Ben F. (1971). The Church in Three Tenses. Garden City, NY: Doubleday.
- ——— (1973). El hombre para los demás. Santander. Sal Terrae, 149 pp. ISBN 8429309683
- ——— (1979). The Aims of Jesus. London: SCM Press. ISBN 9780334000273.
- ——— (1986). The Early Christians: their world mission and self-discovery. Good News Studies. 16. Wilmington, DE: Glazier (Michael) Inc. ISBN 9780814655429.
- ——— (1989). Critical Realism and the New Testamentv. Princeton Theological Monograph Series. 17. Allison Park, PA: Pickwick Publications. ISBN 978-0-915138-97-5.
- ——— (1992). Christus Faber: the master builder and the house of God. Princeton Theological Monograph Series. 29. Allison Park, PA: Pickwick Publications. ISBN 978-1-55635-014-6.
- ——— (1994). Five Speeches that Changed the World. Collegeville, MI: Liturgical Press. ISBN 978-0-8146-2282-7.
- ——— (1994). Reality and Illusion in New Testament Scholarship: a primer in critical realist hermeneutics. Collegeville, MI: Glazier/Liturgical. ISBN 978-0-8146-5771-3.